# Сборная мира по футболу
Сборная мира по футболу — футбольная команда, собранная из сильнейших игроков мира, и руководимая одним из сильнейших тренеров мира. Как правило, формируется под эгидой ФИФА, для проведения товарищеских матчей приуроченных к тем или иным спортивным или историческим событиям. Как пример: прощальный матч футболиста, юбилей спортивного клуба, памятная дата в истории футбола.
В сборную, как правило, приглашаются самые популярные в мире на момент проведения матча игроки, приезд или же неприезд в сборную — личное дело игрока, и клуба, которому он принадлежит.
Количество замен в матче со сборной мира не ограничено, что даёт возможность выйти на поле всем игрокам сборной, заявленным на матч. Для футболиста, как и для тренера, приглашение в сборную мира является знаком признания высоких заслуг в деле развития и популяризации футбола в мире.

## Результаты матчей
| Дата                | Соперник                                   | Стадион                                        | Счет           | Голы за сборную мира                                             | Примечание                                                                        |
| ------------------- | ------------------------------------------ | ---------------------------------------------- | -------------- | ---------------------------------------------------------------- | --------------------------------------------------------------------------------- |
| 23 октября 1963     | Англия                                     | Уэмбли, Лондон                                 | 1:2            | Денис Лоу                                                        | Матч в честь 100-летия со дня основания Футбольной ассоциации Англии              |
| 27 сентября 1967    | Испания                                    | Сантьяго Бернабеу, Мадрид                      | 3:0            | Сандро Маццола, Эйсебио, Фернан Гойвартс                         | Матч к 65-летнему юбилею Рикардо Самора                                           |
| 6 ноября 1968       | Бразилия                                   | Маракана, Рио-де-Жанейро                       | 1:2            | Флориан Альберт                                                  | Матч к 10-й годовщине первой победы Сборной Бразилии на Чемпионате мира 1958 года |
| 27 мая 1971         | Сборная клубов Динамо                      | Центральный стадион имени В. И. Ленина, Москва | 2:2            | Кальман Месёй, Петр Жеков                                        | Прощальный матч Льва Яшина                                                        |
| 9 июля 1972         | Црвена Звезда                              | Белград                                        | 2:2            | Йохан Кройф, Гюнтер Нетцер                                       |                                                                                   |
| 24 апреля 1973      | Гамбург                                    | Фолькспаркштадион Гамбург                      | 5:2            | Лу Макари (2 гола), Франц Беккенбауэр, Уве Зеелер, Герд Мюллер   | Прощальный матч Вилли Шульца                                                      |
| 23 сентября 1973    | Бенфика (Лиссабон)                         | Да Луш, Лиссабон                               | 2:2            | Салиф Кейта, Уве Зеелер                                          | Прощальный матч Эйсебио                                                           |
| 19 декабря 1973     | Бразилия                                   | Маракана, Рио-де-Жанейро                       | 1:2            | Мигель Бриндиси                                                  | Прощальный матч Гарринча                                                          |
| 26 марта 1975       | Андерлехт                                  | Констант Ванден Сток, Брюссель                 | 3:8            | Жозе Алтафини (2 гола), Пауло Сезар Кажу                         | Прощальный матч Поля ван Химста                                                   |
| 30 августа 1978     | Нью-Йорк Космос                            | Нью-Йорк                                       | 2:2            | Роберто Ривелино,                                                | Благотворительный матч ЮНИСЕФ                                                     |
| 25 июня 1979        | Аргентина                                  | Монументаль, Буэнос-Айрес                      | 2:1            | Луис Гальван (автогол), Зико                                     | Матч к 1-вой годовщине победы Сборной Аргентины на Чемпионате мира 1978 года      |
| 16 декабря 1980     | Барселона                                  | Барселона                                      | 2:3            | Уго Санчес, Райнер Бонхоф                                        | Благотворительный матч ЮНИСЕФ                                                     |
| 7 августа 1982      | Европа                                     | Джайантс Стадиум                               | 2:3            | Зико, Лахдар Беллуми                                             | Благотворительный матч ЮНИСЕФ                                                     |
| 27 августа 1986     | Сборная Северной и Южной Америк по футболу | Роуз Боул                                      | 2:2 (3:4 пен.) | Терри Бутчер, Паоло Росси                                        | Благотворительный матч ЮНИСЕФ                                                     |
| 28 июня 1989        | СССР                                       | Республиканский стадион (Киев)                 | 3:3            | Деян Савичевич, Дирсеу, Олег Блохин                              | Прощальный матч Олега Блохина                                                     |
| 26 октября 1990     | Бразилия                                   | Стадион Джузеппе Меацца (Милан)                | 2:1            | Мичел, Георге Хаджи                                              | Матч к 50-летнему юбилею Пеле                                                     |
| 8 сентября 1991     | Германия                                   | Олимпийский стадион (Мюнхен)                   | 1:3            | Христо Стоичков                                                  | Благотворительный матч ЮНИСЕФ                                                     |
| 7 августа 1994 года | Россия                                     | Стадион имени Кирова                           | 1:2            | Бончо Генчев                                                     | Матч закрытия Игр доброй воли 1994                                                |
| 14 июля 1996        | Бразилия U-23                              | Джайантс Стадиум                               | 1:2            | Юрген Клинсман                                                   | Благотворительный матч детских деревень SOS                                       |
| 3 июля 1997         | Азия                                       | Гонконг, Гонконг                               | 5:3            | Джордж Веа, Альфонсо, Хакан Шукюр, Клаудио Рейна, Жан-Пьер Папен | Кубок Воссоединения Гонконга                                                      |
| 18 августа 1997     | Россия                                     | Лужники                                        | 2:0            | Юрий Джоркаефф, Юлен Герреро                                     |                                                                                   |
| 9 сентября 1998     | Турецкая Суперлига                         | Инёню                                          | 4:4            | Георге Хаджи (3 мяча), Жан-Пьер Папен                            |                                                                                   |
| 16 декабря 1998     | Италия                                     | Олимпийский стадион                            | 2:6            | Габриэль Батистута, Джордж Веа                                   |                                                                                   |
| 12 июня 1999        | Австралия                                  | Австралия                                      | 2:3            | Мурат Якин, Уинтон Руфер                                         |                                                                                   |
| 12 мая 2011         | «Кавказ»                                   | «Ахмат Арена» (Грозный)                        | 5:2            | Иван Саморано, Диего Марадона                                    | Открытие стадиона «Ахмат Арена»                                                   |